# Afàcia
El terme  afàcia  s'utilitza en medicina per designar l'absència de cristal·lí a l'ull.

## Explicació
El cristal·lí és una part de l'ull que en circumstàncies normals es troba per darrere de l'iris i es comporta com una lent. La seva presència és necessària per a una correcta visió, ja que la seva capacitat de refracció és imprescindible perquè els raigs de llum que penetren a l'ull convergeixin exactament sobre la retina. Per tant, l'absència de cristal·lí disminueix l'agudesa visual i causa un alt grau d'hipermetropia.

## Causes
És estrany que l'afàcia sigui congènita, és a dir, que sigui present des del naixement per un defecte en el desenvolupament embrionari. És més freqüent que s'adquireix en l'edat adulta a conseqüència d'una operació de cataractes. La cataracta és una opacitat del cristal·lí que impedeix la visió i, per corregir-la, el cirurgià extirpa el cristal·lí de l'ull afectat.
Una altra causa freqüent de la manca de cristal·lí en adults és la presència d'errors fisiològics del cristal·lí, siguin congènits o no, i que en una cirurgia posterior no es pot substituir el cristal·lí amb deficiències per una lent intraocular per motius diversos, com ara que la fisiologia interna de l'ull no és la idònia per aquesta, sigui encaixant-la o cosint-la, o pel rebuig d'aquesta.

## Tractament
La utilització generalitzada de lents intraoculars en les intervencions de cataracta, les quals tenen un índex de refracció semblant al del cristal·lí, ha constituït un important avenç en aquest camp de la medicina. Quan se substitueix el cristal·lí per una lent intraocular, el terme que s'utilitza per expressar la situació d'aquest ull és pseudofàquic.